# Wahlnacht
Wahlnacht ist ein elfminütiger Kurzfilm des Filmregisseurs Anders Thomas Jensen. 1999 gewann die dänische Komödie einen Oscar in der Kategorie Bester Kurzfilm.

## Handlung
Es ist zwanzig Minuten vor acht in einer Kopenhagener Kneipe. Peter hat gerade ein Dos Equis bestellt und beschwert sich darüber, dass die beiden Carlsberg trinkenden Bekannten Rassisten seien, da fällt ihm ein, dass heute Wahl ist und er noch nicht abgestimmt hat.
Bei seinem Versuch, das Wahllokal zu erreichen, erwischt er gleich drei rassistische Taxifahrer, sodass er letztlich lieber durch den strömenden Regen rennt, als weiter bei ihnen mitzufahren. Er meint, noch rechtzeitig zum Wählen gekommen zu sein, und kommt somit der wiederholten Bitte der Wahlhelferin nicht nach, den Fuß aus der Tür zum Wahllokal zu nehmen. Bei dem Versuch, die schwarze Frau zu erweichen, argumentiert er damit, er würde doch auch für ihr Volk wählen, was sie als rassistische Bemerkung auffasst. Ein Passant fragt, ob es Probleme gebe und sie weist auf Peters Fehlverhalten hin, woraufhin der Passant Peter schlägt.
Wieder in seiner Kneipe angekommen, ist das einst bestellte Bier schal geworden und Peter bestellt eine Runde Carlsberg.